# Ashland (Virgínia)
Ashland és una població dels Estats Units a l'estat de Virgínia. Segons el cens del 2000 tenia 6.619 habitants.

## Demografia
Segons el cens del 2000, Ashland tenia 6.619 habitants, 2.282 habitatges, i 1.453 famílies. La densitat de població era de 355,9 habitants per km².
Dels 2.282 habitatges en un 31,3% hi vivien nens de menys de 18 anys, en un 42% hi vivien parelles casades, en un 17,5% dones solteres, i en un 36,3% no eren unitats familiars. En el 30,1% dels habitatges hi vivien persones soles l'11,2% de les quals corresponia a persones de 65 anys o més que vivien soles. El nombre mitjà de persones vivint en cada habitatge era de 2,38 i el nombre mitjà de persones que vivien en cada família era de 2,93.
Per edats la població es repartia de la següent manera: un 19,9% tenia menys de 18 anys, un 22,2% entre 18 i 24, un 24,9% entre 25 i 44, un 19% de 45 a 60 i un 13,9% 65 anys o més.
L'edat mediana era de 32 anys. Per cada 100 dones de 18 o més anys hi havia 83,6 homes.
La renda mediana per habitatge era de 36.125 $ i la renda mediana per família de 43.101 $. Els homes tenien una renda mediana de 31.373 $ mentre que les dones 24.054 $. La renda per capita de la població era de 16.932 $. Entorn del 6,9% de les famílies i el 10,9% de la població estaven per davall del llindar de pobresa.

## Poblacions més properes
El següent diagrama mostra les poblacions més properes.